# 上八木駅
上八木駅（かみやぎえき）は、広島県広島市安佐南区八木八丁目にある、西日本旅客鉄道（JR西日本）可部線の駅である。駅番号はJR-B12。

## 歴史

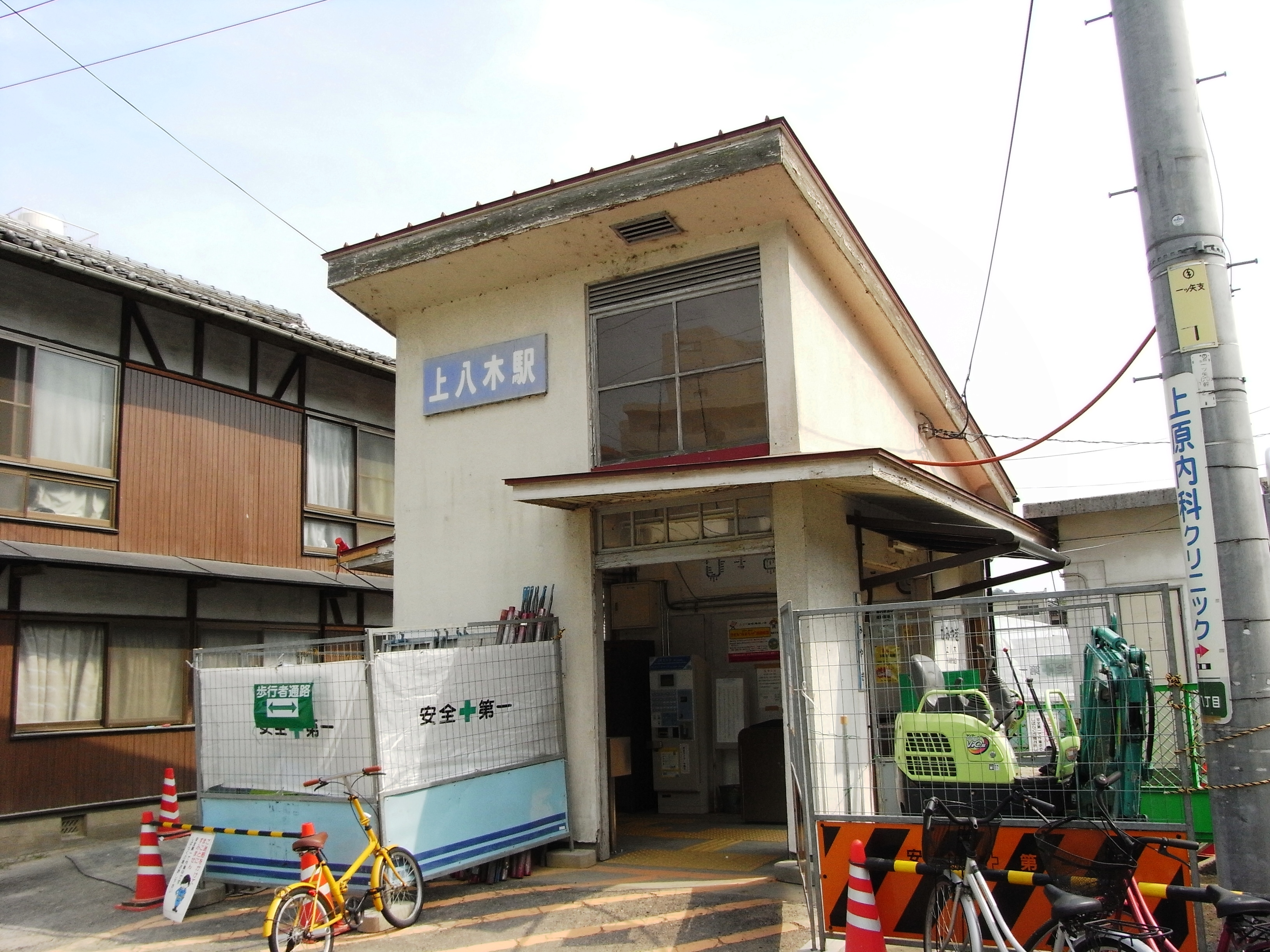
改装前の駅舎（2008年7月）

- 1910年（明治43年）12月25日：大日本軌道広島支社線（後の広浜鉄道線）古市橋駅 - 当駅間延伸時に終着駅である太田川橋停留場（おおたがわばしていりゅうじょう）として開設。旅客駅[2]。
- 1911年（明治44年）6月12日：大日本軌道広島支社線当駅 - 可部駅間延伸、途中駅となる。
- 1919年（大正8年）3月11日：大日本軌道広島支社線が可部軌道へ譲渡、同社の停留場となる。
- 1926年（大正15年）5月1日：可部軌道が広島電気に合併、同社の停留場となる。
- 1931年（昭和6年）7月1日：広島電気線が広浜鉄道へ譲渡、同社の停留場となる。
- 1936年（昭和11年）9月1日：広浜鉄道国有化、鉄道省可部線所属となり、同時に上八木駅（かみやぎえき）に改称[3]。
- 1953年（昭和28年）11月1日：梅林駅方面に0.4km移転[2]。
- 1960年（昭和35年）4月1日：業務委託駅化（日本交通観光社受託）[4]。
- 1961年（昭和36年）6月6日：無人駅化[5]。
- 1973年（昭和48年）5月1日：国鉄（→JR）特定都区市内制度における「広島市内」の駅となる[6][注釈 1]。
- 1987年（昭和62年）4月1日：国鉄分割民営化に伴い、西日本旅客鉄道（JR西日本）の駅となる[2]。
- 2007年（平成19年）
  - 7月29日：ICOCA対応簡易型自動改札機設置。
  - 9月1日：ICカード「ICOCA」は利用可能となる。
- 2008年（平成20年）3月15日：ホーム延長工事完了[1]。これに伴い、4両編成列車が停車可能となる[1]。
- 2014年（平成26年）8月20日：平成26年8月豪雨により広島市で土砂災害発生。緑井駅 - 可部駅間で8月31日まで運転を見合わせた[7][8][9][10]。

## 駅構造

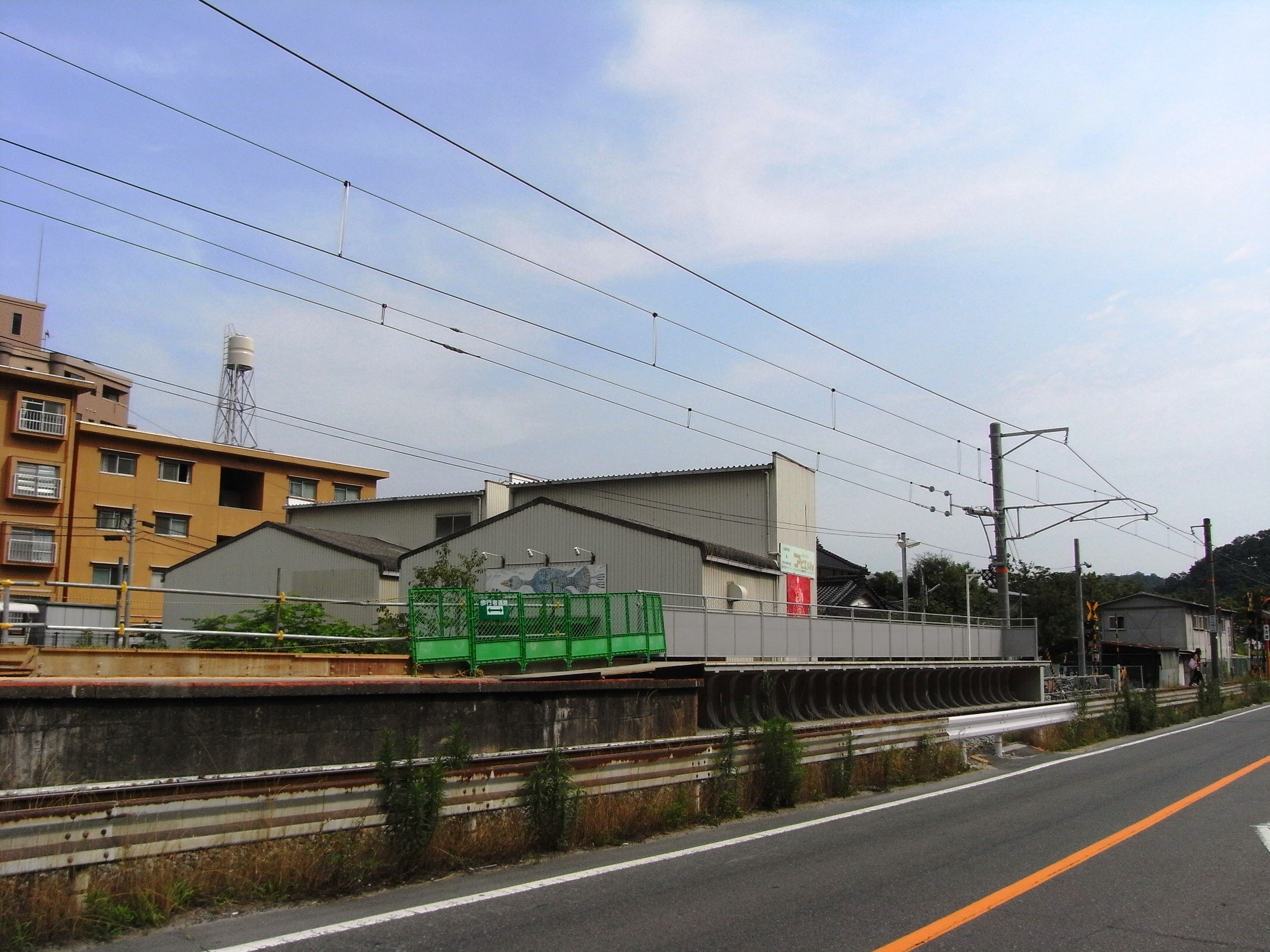
延長されたホーム（2008年7月）

可部方面に向かって右側に、単式ホーム1面1線を有する地上駅（停留所）。駅舎は可部寄りにあり、中には自動券売機と簡易式自動改札機が設置されている。
可部線は運行されている列車の多数が2両編成であるが、朝夕ラッシュ時や山陽本線や呉線からの直通列車が同線へ乗入れる場合に4両編成で運行されている。2008年3月14日まではホーム有効長が3両分しか無かったため、4両編成列車では広島寄り1両はドアが開かなかったが、ホーム拡張工事に伴い広島側が延長され、3月15日から4両編成列車でも全扉から乗降可能となっている。
無人駅。ICOCA（相互利用可能ICカードはICOCAの項を参照）が利用可能。JRの特定都区市内制度における「広島市内」の駅である。
「JR可部線活性化連携計画」によって、列車交換を可能にする駅の線路工事計画がされている。詳細は「可部線」を参照。

## 利用状況
以下の情報は、「広島市統計書」及び「広島市勢要覧」に基づいたデータである。
| 年度               | 1日平均 乗車人員 | 年度毎 総数 | 定期券 総数 | 普通券 総数 |
| ------------------ | ---------------- | ----------- | ----------- | ----------- |
| 1968年（昭和43年） | 153.2            | 111,828     | 101,242     | 10,586      |
| 1969年（昭和44年） | 126.8            | 92,594      | 84,444      | 8,150       |
| 1970年（昭和45年） | 112.0            | 81,773      | 74,644      | 7,129       |
| 1971年（昭和46年） | 124.5            | 91,098      | 80,954      | 10,144      |
| 1972年（昭和47年） | 99.4             | 72,542      | 61,780      | 10,762      |
| 1973年（昭和48年） | 143.9            | 105,046     | 85,494      | 19,552      |
| 1974年（昭和49年） | 177.5            | 129,576     | 112,204     | 17,372      |
| 1975年（昭和50年） | 159.2            | 116,543     | 95,408      | 21,135      |
| 1976年（昭和51年） | 173.0            | 126,257     | 102,910     | 23,347      |
| 1977年（昭和52年） | 189.8            | 138,534     | 115,472     | 23,062      |
| 1978年（昭和53年） | 186.1            | 135,840     | 117,772     | 18,068      |

以上の1日平均乗車人員は、乗車数と降車数が同じであると仮定し、年度毎総数を365（閏年が関係する1971・1975年は366）で割った後で、更に2で割った値を、小数点第2位で四捨五入。小数点一位の値にした物である。
| 年度                | 1日平均 乗車人員 |
| ------------------- | ---------------- |
| 1979年（昭和54年）  | 194              |
| 1980年（昭和55年）  | 169              |
| 1981年（昭和56年）  | 168              |
| 1982年（昭和57年）  | 159              |
| 1983年（昭和58年）  | 155              |
| 1984年（昭和59年）  | 168              |
| 1985年（昭和60年）  | 159              |
| 1986年（昭和61年）  | 178              |
| 1987年（昭和62年）  | 212              |
| 1988年（昭和63年）  | 271              |
| 1989年（平成 元年） | 268              |
| 1990年（平成02年）  | 274              |
| 1991年（平成03年）  | 287              |
| 1992年（平成04年）  | 349              |
| 1993年（平成05年）  | 321              |
| 1994年（平成06年）  | 347              |
| 1995年（平成07年）  | 363              |
| 1996年（平成08年）  | 384              |
| 1997年（平成09年）  | 390              |
| 1998年（平成10年）  | 444              |
| 1999年（平成11年）  | 445              |
| 2000年（平成12年）  | 442              |
| 2001年（平成13年）  | 417              |
| 2002年（平成14年）  | 406              |
| 2003年（平成15年）  | 417              |
| 2004年（平成16年）  | 447              |
| 2005年（平成17年）  | 450              |
| 2006年（平成18年）  | 445              |
| 2007年（平成19年）  | 478              |
| 2008年（平成20年）  | 477              |
| 2009年（平成21年）  | 503              |
| 2010年（平成22年）  | 522              |
| 2011年（平成23年）  | 508              |
| 2012年（平成24年）  | 510              |
| 2013年（平成25年）  | 540              |
| 2014年（平成26年）  | 532              |
| 2015年（平成27年）  | 550              |
| 2016年（平成28年）  | 561              |
| 2017年（平成29年）  | 581              |
| 2018年（平成30年）  | 557              |
| 2019年（令和 元年） | 531              |
| 2020年（令和02年）  | 443              |
| 2021年（令和03年）  | 429              |
| 2022年（令和04年）  | 441              |

乗車数グラフ

## 駅周辺
駅舎は太田川右岸（西岸）に位置する。西側には権現山（標高・397m）から阿武山（標高・586m）へと続く山地が迫っており駅周辺に平野部は少ない。可部駅方向（北）に向かうに連れて山と川が更に迫り右岸側の平野は消失するので、鉄道と国道は太田川橋で左岸側へ渡るようになっている。駅西側の住宅地は山に向かって斜面上に立ち並んでいるが、この斜面は過去の土石流による土砂堆積が繰返されて形成された扇状地だと見られている。駅西側には可部線に並行して県道が通過、1段高い位置を国道が通過している。
2014年8月には西側の山地の多くの谷で土石流が発生し、危険な扇状地上の住宅街に土砂が流入し多数の死傷者が出た。可部線でも南側は七軒茶屋駅付近から北は当駅付近に至る区間で線路上に土砂が流入した。この災害を受けて見直された広島市のハザードマップでは国道より西側を中心に一部は可部線沿いまで広範囲に渡り「土砂災害防止法における土砂災害警戒区域」に指定され、山際の一部は更に厳しい特別警戒区域に指定された。また、太田川氾濫時には駅周辺が5m近く浸水することが予想されている。避難場所として当駅付近では八木小学校が指定されている。
- 太田川

太田川橋
- 国道54号（駅周辺は国道183号、国道261号重複区間）佐東バイパス

「別所団地」停留所：国道上にあるバス停
- 広島県道270号八木緑井線：旧国道54号

「中八木」停留所（広島電鉄・広島交通）：県道270号上にあるバス停
- 広島県道177号下佐東線
- 広島市立城山北中学校
- 広島市立八木小学校
- 八木峠
- 八木城跡 権五郎神社

## 隣の駅
西日本旅客鉄道（JR西日本）
 可部線
梅林駅 (JR-B11) - 上八木駅 (JR-B12) - 中島駅 (JR-B13)